# Cryptopygus separatus
Cryptopygus separatus är en urinsektsart som först beskrevs av Denis 1931.  Cryptopygus separatus ingår i släktet Cryptopygus och familjen Isotomidae. Inga underarter finns listade i Catalogue of Life.